# Ximo Puig

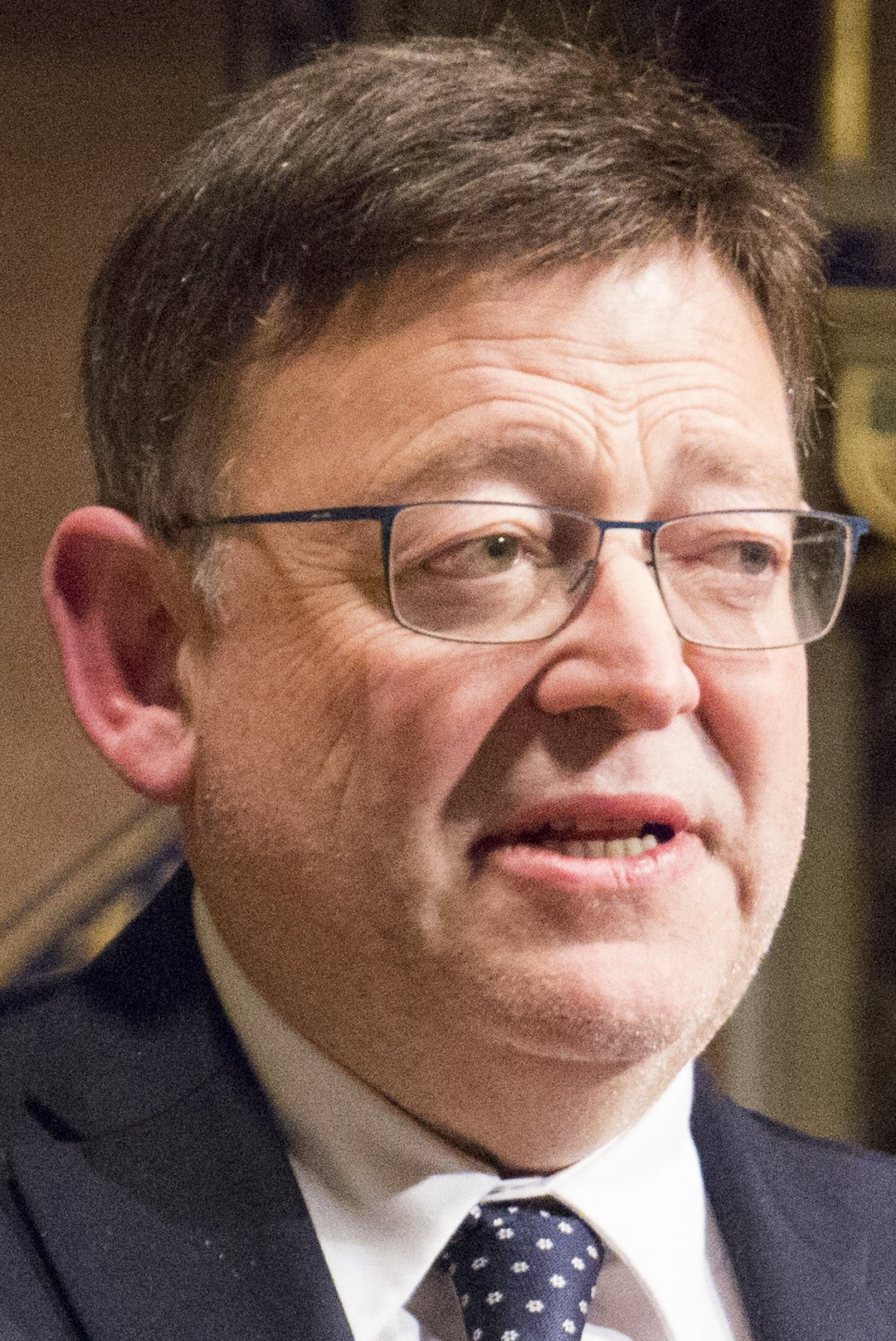
Ximo Puig (2016)

Joaquín Francisco Puig Ferrer, meist kurz Ximo Puig, (* 4. Januar 1959 in Morella) ist ein spanischer Politiker der sozialdemokratischen Partido Socialista Obrero Español (PSOE). Er war von 2015 bis 2023 Ministerpräsident der Autonomen Valencianischen Gemeinschaft.

## Leben
Puig arbeitete von 1979 bis 1983 als Journalist. Von 1983 bis 1986 gehörte er für die PSOE dem valencianischen Regionalparlament in dessen erster Legislaturperiode an. 1986 wechselte er als Beamter in das Präsidialamt des valencianischen Ministerpräsidenten Joan Lerma. Dort war er zuletzt als dessen persönlicher Referent tätig, bis er 1995 zum Bürgermeister seiner Heimatorts Morella gewählt wurde. Dieses Amt übte er bis 2012 aus. Von 1999 bis 2011 war Puig über drei Legislaturperioden wieder Mitglied des valencianischen Regionalparlaments, dessen Zweiter Vizepräsident er von 2003 bis 2007 war.
2011 wurde Puig als Abgeordneter für die Provinz Castellón ins spanische Abgeordnetenhaus gewählt, dem er bis 2015 angehörte. Im März 2012 übernahm er das Amt des Generalsekretärs des valencianischen Regionalverbands der PSOE, als dessen Spitzenkandidat er in die Regionalwahl 2015 ging.
Nach der Wahl wurde er am 25. Juni 2015 vom Regionalparlament zum Ministerpräsidenten der Region Valencia gewählt. Dieses Amt übte er bis zum 19. Juli 2023 aus. Er stand einer Koalitionsregierung aus PSOE und Compromís vor.